# State Gem Corporation
La State Gem Corporation es una organización esrilanquésa, con sede en la ciudad de Colombo, que desempeña un papel vital en la industria de las piedras preciosas de la isla. Entre las actividades básicas de la corporaciónse incluye la prueba de autenticidad de las gemas, la certificación y el análisis de la joyería para determinar el contenido de oro o piedras de los artículos. La actividad de esta institución abarca desde la extracción de la mina, hasta el corte, pulido y venta de las gemas.
- Datos: Q2884306